# Peter Dench
Peter Dench (* 23. April 1972 in Weymouth, Vereinigtes Königreich) ist ein britischer Fotograf.

## Leben
Dench studierte Photographic Studies an der University von Derby in Großbritannien. Seit 1998 arbeitet er als Fotojournalist für zahlreiche nationale und internationale Medien. 2002 gewann er für sein Projekt Drinking for England den dritten Preis bei den World Press Photo Awards.

## Preise und Auszeichnungen
- Zweiter Preis bei den Sony World Photography Awards in der Kategorie Advertising.
- Dritter Preis bei den World Press Photo Awards in der Kategorie People in the News für Drinking of England, 2002.
- Erster Preis beim Photography Masters Cup, International Color Awards in der Kategorie Sport für Football in Liberia, 2009.

## Ausstellungen
- 2006: Finding Faith, Ourhouse Gallery, Brighton.
- 2010: LoveUK, Third Floor Gallery, Cardiff.
- 2013: England Uncensored, Central European House of Photography (CEHP), Bratislava.
- 2016: Dench Does Dallas, Art Bermondsey Project Space, London; The Gallery at Munro House, Leeds.
- 2018: Made in England, Haus der Geschichte, Bonn.

## Veröffentlichungen
- England Uncensored. Emphas.is, Dublin 2012, ISBN 978-1-909076-00-6.
- The Dench Diary: The Diary of a Sometimes Working Professional Photographer. United Nations of Photography, Eastbourne 2013. ISBN 978-1-909135-11-6.
- A&E: Alcohol and England. Bluecoat, Liverpool 2014. ISBN 978-1908457233.
- The British Abroad. Bluecoat, Liverpool 2014. ISBN 9781908457264.
- Dench Does Dallas. Bluecoat, Liverpool 2015. ISBN 978-1908457295.